# Сражение при Зальцбурге
Сражение при Зальцбурге (нем. Schlacht bei Salzburg) или сражение на Вальсерфельде (нем. Schlacht am Walserfeld) — последнее сражение Дунайской кампании 1800 года во время Войны второй коалиции проходило с 12 по 14 декабря в окрестностях Зальцбурга. В этом сражении главная австрийская армия под командованием эрцгерцога Иоганна смогла удержать позиции, атакованные французским корпусом генерала Лекурба, но вынуждена была прервать сражение из-за угрозы обхода французских войск с севера и отступить на восток.
После поражения при Гогенлиндене австрийская армия стала отступать и перешла на правый берег Инна. 5 декабря начала движение французская армия: левое крыло двинулось на Ноймаркт, центр — на Ампфинг, правый фланг Лекурба — к Розенхайму, чтобы, переправившись через Инн, двигаться на Зальцбург и там перерезать сообщение между главной австрийской армией и войсками в Тироле.
Утром 9 декабря французы атаковали переправу при Нёйбейрене и после небольшого боя перешли на правый берег Инна, а также в Розенхайме. Австрийская армия отступила за реку Зальцах и к 13 декабря собралась у Зальцбурга на позиции при деревне Вихаузен, при слиянии Зальцаха и Заалаха. Французы двинулись вслед за противником, и Лекурб с правым крылом дошел до Заалаха у Фельдкирхена, дивизии Ришпанса и Декана достигли Вагинга и Лауфена на Зальцахе; левое крыло с резервной кавалерией дошло до Тростберга.
Включая резервы, имперская главная армия на 12 декабря 1800 г. насчитывала не более 36 000 солдат, а французская Рейнская армия — около 71 500 солдат. Позиция, занятая при Зальцбурге австрийской армией, позволила ей получить отдых.
Моро стремился двигаться на Ноймаркт, на пути сообщения австрийцев, и поэтому решил не позволять противнику наслаждаться передышкой и приказал продолжить наступление. Ему удалось обмануть вражеские войска. Разведка дивизии Декана обнаружила выше Лауфена (севернее Зальцбурга) переправу, которую австрийцы упустили из виду.
Ночью 13 декабря французской пехоте (400 человек) Декана удалось переправиться через Зальцах и укрепиться на правом берегу. Затем понтонёры навели мост. На следующее утро три дивизии — Ришпанса, Бастуля и Леграна — начали переправу севернее Зальцбурга.
Утром 14 декабря, пользуясь густым туманом, корпус Лекурба начал через Заалах атаку на город. Лекурб разместил всю свою кавалерию и артиллерию на равнине перед деревней Вальс. В центре генерал Жозеф Монришар со своей пехотой обогнул лес у правого берега Заалаха и у слияния двух рек соединился с бригадой генерала Бойера. На правом фланге Гюден двумя батальонами атаковал и захватил деревню Гойс. Завязались бои у Вихаузена, Вальсерфельда, Зиценхайма, Клессхайма, Лиферинга и Заалахшпитца. Для отражения атак французов австрийцы использовали огонь 30-орудийной батареи и постоянные контратаки своей кавалерии.
Генерал Лекурб, видя неуспех своих атак и силу противника, умело использовавшего свои резервы, приказал флангам отступить, кавалерии пройти за дефиле, и ограничился удержанием частью своей пехоты деревни Вальс.
В 11:00 Моро, узнавший о неуспехе Лекурба на правом фланге, приказал генералу Декану ускорить продвижение своей дивизии и быстро двинуться на Зальцбург, обстреливая все, что было перед ним, артиллерийским огнем. Декан около двух часов дня встретил при Антеринге войска Иоганна фон Лихтенштейна и завязал бой, постоянно атакуя. Лихтенштейн упорно оборонялся и продержался до самой ночи, не позволив французам перерезать путь отступления главных сил из Зальцбурга. Оказавшись под угрозой окружения, австрийцы воспользовалась ночью и покинули город. Перед этим князь-архиепископ Коллоредо покинул нейтральный Зальцбург и бежал в Вену. Наступил конец независимого церковного княжества в Священной Римской империи германской нации.
На следующий день, 15 декабря, Декан двинулся со своим авангардом на Зальцбург, куда первым вошел по дороге на правом берегу Зальцаха. Генерал Лекурб вскоре после этого вошел в город с противоположного берега. Потери за три дня боев составили более 500 человек с французской стороны и более 1000 человек с австрийской.
Австрийским войскам удалось организованно отойти дальше за реку Траун и таким образом оторваться от противника. 25 декабря Штайрское перемирие положило конец наступлению французов.